# Phan Đình Giót (Ho Chi Minhstad)

Phan Đình Giót is een straat in de Vietnamese stad Ho Chi Minhstad. Het vormt de grens tussen phường 9 van quận Phú Nhuận en phường 4 van het district Tân Bình. De straat loopt door tot phường 2 van het district Tân Bình, naar de Internationale Luchthaven Tân Sơn Nhất.
De straat is vernoemd naar Phan Đình Giót, een tot held verheven lid van de Communistische Partij van Vietnam. Een bekend bouwwerk in de straat is het Quân khu 7 stadion.